# Sophus Bang
Sophus Bang, född 26 juli 1866, död 22 juni 1950, var en dansk läkare.
Bang blev medicine doktor 1901, var laboratoriechef vid Niels Ryberg Finsens ljusinstitut 1898–1902, sanatorieöverläkare till 1913, då han blev överläkare vid Bispebjerg Hospital i Köpenhamn, 1916 vid Kommunehospitalet. Bang var den förste som gjorde noggranna bestämningar av ljusets bakteriedödande verkan inom olika delar av spektrum.